# Sitio de Jerusalén (63 a. C.)
El sitio de Jerusalén (63 a. C.) ocurrió durante las campañas de Pompeyo el Grande en Oriente, poco después de su exitosa conclusión de la tercera guerra mitridática. Se le había pedido a Pompeyo que interviniera en una disputa sobre la herencia al trono del reino asmoneo, que se convirtió en una guerra entre Hircano II y Aristóbulo II. Su conquista de Jerusalén, sin embargo, supuso el fin de la independencia judía y la incorporación de Judea como reino cliente de la República romana.

## Antecedentes
La muerte de la reina asmonea Alejandra Salomé sumió a Judea en una guerra civil entre sus dos hijos, Hircano y Aristóbulo. Después de que Aristóbulo derrocó a su hermano mayor tanto del trono como del sumo sacerdocio en Jerusalén, Antípatro de Idumea aconsejó a Hircano que solicitara la ayuda del rey Aretas III de Nabatea. A cambio de la promesa de concesiones territoriales, Aretas proporcionó a Hircano 50.000 soldados, y sus fuerzas conjuntas sitiaron a Aristóbulo en Jerusalén.
Pompeyo había seguido la exitosa conclusión de la tercera guerra mitridática con la creación de la provincia de Siria y había pasado los años 64 y 63 a. C. trayendo la ley y el orden a la región. Los acontecimientos en Judea llevaron a Marco Emilio Escauro, legado de Pompeyo en Damasco, a viajar a Jerusalén. Ambas partes se acercaron a Escauro, pero el asunto se resolvió con un soborno de Aristóbulo, y Escauro ordenó a Aretas que levantara el sitio de la ciudad. Cuando el ejército nabateo se retiró hacia Petra, Aristóbulo partió en su persecución y derrotó a los nabateos en Papyron.
Cuando el propio Pompeyo llegó a Damasco en el 63 a. C., tanto Hircano como Aristóbulo lo visitaron allí. Pompeyo aplazó la resolución del problema, informando a las partes contrarias que lo resolvería una vez que llegara a Judea en persona. Aristóbulo no esperó la decisión de Pompeyo y dejó Damasco para encerrarse en su fortaleza de Alexandrium. Esto enfureció a Pompeyo, quien marchó con sus fuerzas a Judea, ante lo cual Aristóbulo cedió. Sin embargo, cuando Aulo Gabinio dirigió una fuerza para tomar Jerusalén, los partidarios de Aristóbulo se negaron a dejar entrar a las tropas romanas. Furioso, Pompeyo hizo arrestar a Aristóbulo y se preparó para sitiar la ciudad.

## Sitio
Cuando Pompeyo llegó a Jerusalén, inspeccionó la ciudad:
porque vio que los muros eran tan firmes que sería difícil superarlos; y que el valle antes de los muros era terrible; y que el templo, que estaba dentro de ese valle, estaba rodeado por una muralla muy fuerte, de tal manera que si se tomaba la ciudad, ese templo sería un segundo lugar de refugio para que el enemigo se retirara.
–Josefo, La guerra de los judíos 1:141.
Hircano II todavía tenía seguidores en la ciudad. Abrieron una puerta, probablemente en la parte noroeste de la muralla de la ciudad, y dejaron entrar a los romanos. Esto permitió que Pompeyo se apoderara de la ciudad alta de Jerusalén, incluido el palacio real, mientras que el grupo de Aristóbulo ocupaba las partes orientales de la ciudad: el Monte del Templo y la Ciudad de David. Los judíos consolidaron su control derribando el puente sobre el valle del Tiropeón, que conectaba la ciudad alta con el Monte del Templo. Pompeyo les ofreció la oportunidad de rendirse, pero cuando se negaron, comenzó a proseguir el asedio con vigor. Pompeyo hizo que sus fuerzas construyeran un muro de circunvalación alrededor de las áreas ocupadas por los judíos y luego instaló su campamento dentro del muro, al norte del Templo. Aquí había un puerto que permitía el acceso al templo y, por tanto, estaba custodiada por la ciudadela conocida como Baris, aumentada por una zanja. Se erigió un segundo campamento al sureste del Templo.
Luego, las tropas se dispusieron a llenar la zanja que protegía la parte norte del recinto del Templo y a construir dos murallas: una junto a Baris y otra al oeste; mientras que los defensores, desde su posición superior, buscaban obstaculizar los esfuerzos romanos. Cuando los bancos de tierra estuvieron completos, Pompeyo erigió torres de asedio y trajo máquinas de asedio y arietes desde Tiro. Bajo la protección de honderos que expulsaban a los defensores de los muros, estos comenzaron a golpear los muros que rodeaban el Templo. Después de tres meses, las tropas de Pompeyo finalmente lograron derribar una de las torres de Baris y pudieron ingresar al recinto del Templo, tanto desde la ciudadela como desde el oeste. Primero sobre el muro fue Fausto Cornelio Sila, hijo del ex dictador y alto oficial del ejército de Pompeyo. Lo siguieron dos centuriones, Furio y Fabio, cada uno encabezando una cohorte, y los romanos pronto vencieron a los defensores. 12.000 judíos fueron masacrados, mientras que solo unas pocas tropas romanas murieron.
El propio Pompeyo entró en el Lugar Santísimo del Templo, al que solo se le permitía entrar al Sumo Sacerdote, profanándolo. No sacó nada, ni sus tesoros ni ningún fondo, y al día siguiente ordenó que se limpiara el Templo y se reanudaran sus rituales. Pompeyo luego se dirigió de regreso a Roma, llevándose a Aristóbulo con él para su procesión triunfal.

## Consecuencias
El asedio y la conquista de Jerusalén fue un desastre para el reino asmoneo. Pompeyo reinstaló a Hircano II como sumo sacerdote, pero lo despojó de su título real, aunque Roma lo reconoció como etnarca en 47 a. C. Judea permaneció autónoma, pero se vio obligada a pagar tributos y pasó a depender de la administración romana en Siria. El reino fue desmembrado: se vio obligado a abandonar la llanura costera, privándola del acceso al Mediterráneo, así como a partes de Idumea y Samaria. Varias ciudades helenísticas obtuvieron autonomía para formar la Decápolis, dejando al estado muy disminuido.